# Custodia del territorio

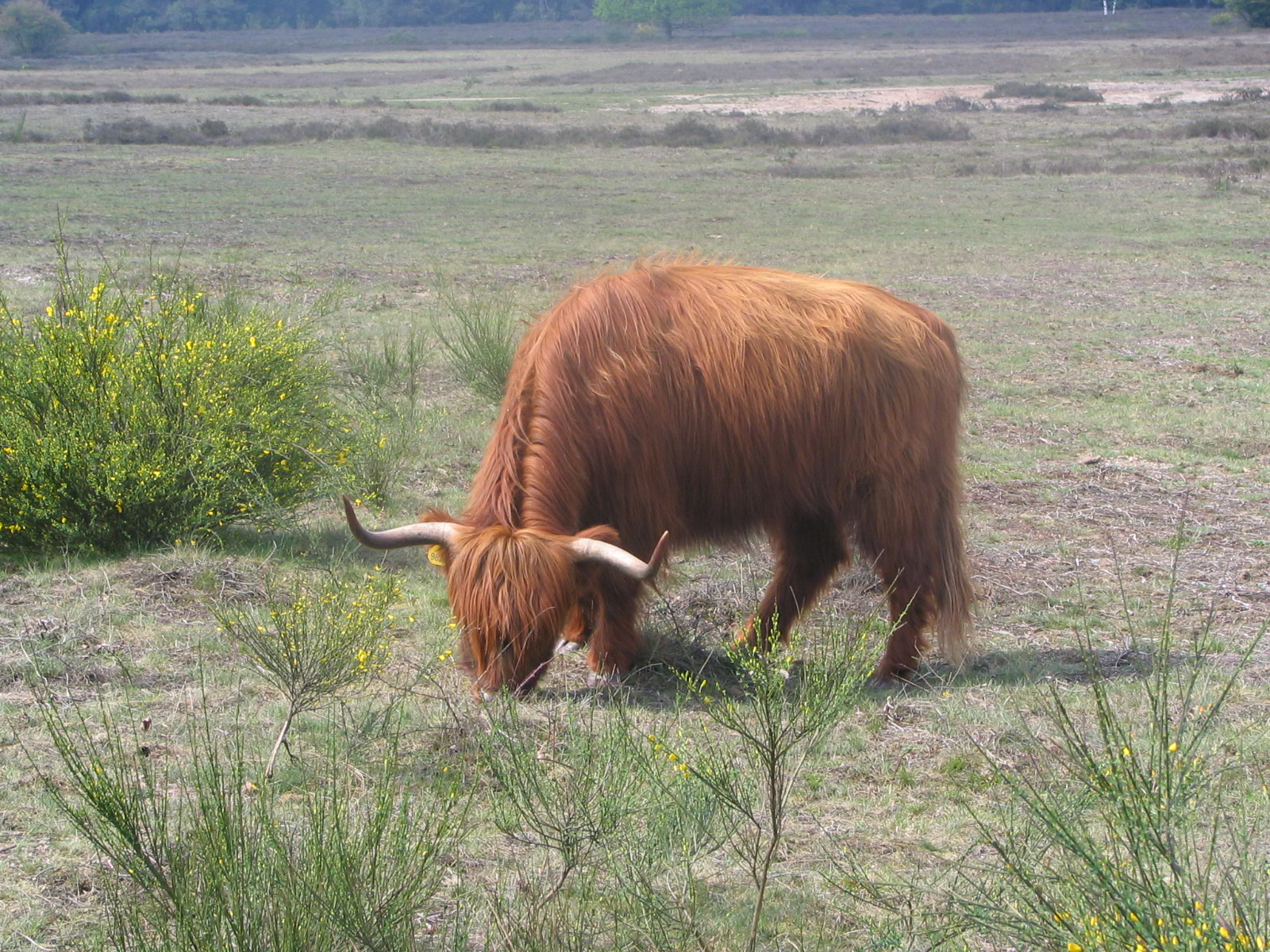
El custodio debe elegir animales aptos para resistir la pobreza natural del medio.

La custodia del territorio es un conjunto de estrategias y técnicas encaminadas a preservar los valores naturales, culturales y paisajísticos del territorio así como su uso responsable (del territorio mismo y de sus recursos). Es un procedimiento de acuerdo voluntario entre propietarios y entidades de custodia mediante alguno de los mecanismos de acuerdo de custodia posibles, con o sin base jurídica. En algunos casos, la administración local puede tener un acuerdo de custodia con la entidad de custodia sobre un espacio público, por ejemplo del dominio público hidráulico.
Las singularidades de la custodia del territorio son, por un lado, que pretende respetar, conservar, guardar y cuidar el territorio de forma cooperativa, entre todos los agentes implicados, y, por otro, que es un procedimiento de participación totalmente voluntaria. Asimismo, la custodia del territorio no limita sus usos, sino que fomenta la gestión adecuada de los recursos naturales, culturales o sociales que ofrece el territorio, ya que pretende hacer posible su rendimiento económico, siempre teniendo en cuenta la responsabilidad y uso sostenible de los recursos a largo plazo. Existen acuerdos que establecen un pago por parte de la entidad de custodia a favor del propietario del bien custodiado, en los llamados pagos por servicios ambientales. 

## Historia de la custodia del territorio
La custodia del territorio tiene sus orígenes en Norteamérica (del inglés land stewardship), donde se consolida durante los años 80 después de un largo período de desarrollo. Originariamente, se plantea como una filosofía para que las personas (propietarios, gestores, usuarios, administradores...) cuiden la tierra y gestionen los recursos naturales, culturales o sociales adecuadamente.
Posteriormente, entre otras formas, la custodia del territorio se concreta como un conjunto de mecanismos voluntarios para que los propietarios, con unas entidades de apoyo y de acuerdo con la administración pública, puedan asegurar la conservación y gestión responsable de determinados valores naturales, culturales y sociales que se encuentran en sus fincas. Pero el significado primero, orientado de forma amplia a personas que cuidan la tierra, también perdura y abarca muchas iniciativas de custodia actuales.

### Contenido

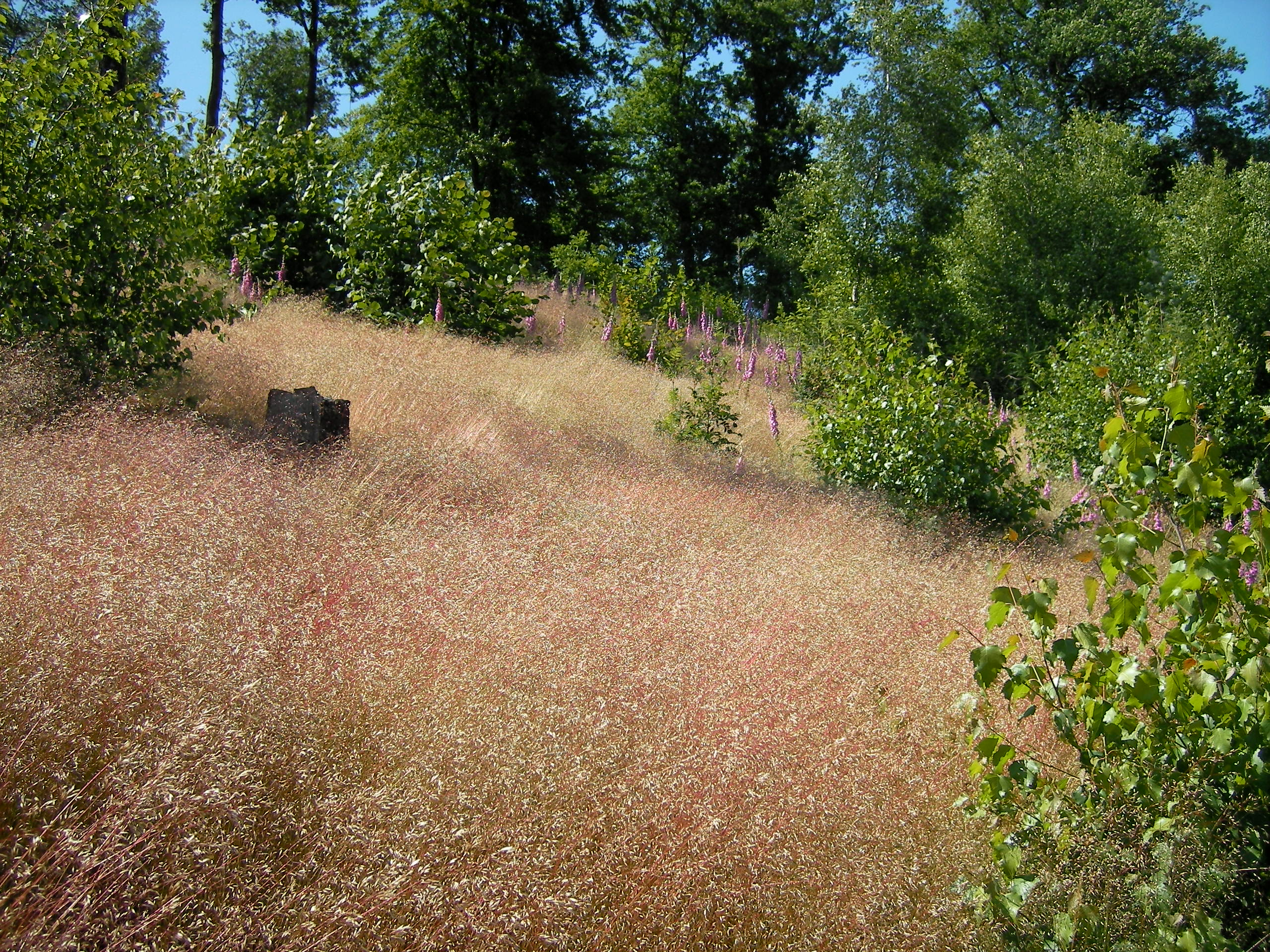
El pastoreo con ganadería o con herbívoros salvajes permite que se conserve el medio ideal para los ciclos de reproducción de las especies de hábitats abiertos.

La gestión de custodia busca imitar al máximo los procesos de restauración ecológica y de automantenimiento de los medios en la naturaleza, y cuando ya no es posible sustituir el papel de especies animales desaparecidas (grandes herbívoros, grandes depredadores ), por técnicas de gestión utilizando el ganado (por ejemplo: ovejas, vacas, bueyes, cabras, caballos o asnos, entre otros).

### Modalidades de Custodia del Territorio

#### Custodia Fluvial
El objetivo de la custodia fluvial es promover la co-gestión de los ecosistemas acuáticos, con relación al dominio público hidráulico y zona de policía, y zonas de titularidad de la administración del agua, vinculando la administración competente, propietarios, entidades locales o supramunicipales, y entidades de custodia, para favorecer la conservación y mejora de la biodiversidad y el buen estado ecológico de estos ecosistemas.

#### Custodia Marina
La custodia marina es una estrategia de conservación que intenta generar la responsabilidad de las administraciones competentes y los usuarios del medio marino en la conservación de sus valores naturales, culturales y paisajísticos. La gestión pública y la legislación referente a los recursos naturales pueden encontrar en la custodia marina una herramienta complementaria a su acción.
El ámbito de actuación de la custodia marina se considera todo el medio marino, incluyendo las aguas de transición y la parte terrestre de dominio público marítimo terrestre, ya que tiene la misma singularidad que el mar –no existen propietarios privados-, y, además, pueden dar continuidad al espacio marítimo a custodiar.

#### Custodia Forestal
Propone medidas de gestión del territorio que transformen el bosque en un espacio capaz de acoger una mayor biodiversidad, de retener más carbono, pero también menos vulnerable al cambio climático y al riesgo de incendio La fórmula para que esta gestión forestal se gestione de forma social y ambientalmente justa pasa por trabajar conjuntamente con la sociedad civil, las entidades de custodia, los propietarios forestales y la administración pública local.
Custodia Agraria
La custodia agraria son una serie de estrategias y herramientas de gestión del territorio centradas en el ámbito agrario que se combinan con otras ya existentes en la conservación de la biodiversidad, patrimonio cultural y paisaje.
Los actores principales en este sistema de gestión son los propietarios de los terrenos (cedentes) y los usuarios (cesionarios) que a partir de la constitución de un Acuerdo de Custodia (cesión de la explotación agraria) se encargan de su mantenimiento.

### Herramientas
La gestión de la custodia puede apoyarse sobre:
- Estudios sobre las especias y sus hábitats.
- Conservación de especies faunísticas o botánicas, por ejemplo mediante el cultivo in situ o bien la replantación.
- Bancos de semillas, bancos genéticos, entre otros.
- Herramientas específicas como herramientas informáticas de modelización, repertorio de patrimonio genético, sistemas de información geográfica (SIG),[7] etc.
- Reintroducción de especies funcionalmente importantes (el castor, por ejemplo, por su capacidad de restaurar y mantener zonas húmedas ).

### Entidades de custodia del territorio
Las entidades de custodia desempeñan un papel fundamental en la custodia del territorio. Son las responsables de apoyar y asesorar a los propietarios para conservar los valores naturales, culturales y paisajísticos de su finca mediante las técnicas que proporciona la custodia del territorio.
Una entidad de custodia es cualquier organización pública ( ayuntamiento, consorcio ) o privada ( asociación, fundación ) sin ánimo de lucro que cumpla esta función.

### Ley de Patrimonio Natural
En España, la Ley de Patrimonio Natural y de la Biodiversidad,en su artículo 76. Promoción de la custodia del territorio, establece:

1. Las Administraciones Públicas fomentarán la custodia del territorio mediante acuerdos entre entidades de custodia y propietarios de fincas privadas o públicas que tengan por objetivo principal la conservación del patrimonio natural y la biodiversidad.

2. La Administración General del Estado, cuando sea titular de terrenos situados en espacios naturales, podrá llevar a cabo el desarrollo de los acuerdos de cesión de su gestión, total o parcial de los mismos a entidades de custodia del territorio. La selección de estas entidades se llevará a cabo de acuerdo con los principios de publicidad, objetividad, imparcialidad, transparencia y concurrencia competitiva. Los acuerdos para la cesión de la gestión tendrán una duración limitada de acuerdo con sus características, y no darán lugar a renovación automática, no conllevando, una vez extinguida, ningún tipo de ventaja para el anterior cesionario ni para personas vinculadas a él.

Estos acuerdos para la cesión de la gestión, se establecerán por escrito, en forma de convenio administrativo plurianual que preverá el sistema de financiación para su desarrollo, bien mediante aportaciones económicas, edificaciones, equipamientos, maquinaria, vehículos o cualquier otro bien o servicio, así como las directrices mínimas de gestión, fijadas en un precedente plan de gestión.